# Генріх Моріц Вільком
Генріх Моріц Вільком (Heinrich Moritz Willkomm; 1821—1895) — німецький академік і ботанік. Автор описання нових таксонів. 
Вивчав медицину в Лейпцизькому університеті, згодом був призначений професором природознавства в Тарандті (1855). У 1868 році його призначили професором ботаніки та директором ботанічного саду в Дорптському університеті, а з 1874 по 1892 роки він виконував подібні ролі в Празькому університеті.
У 1844—45 та 1850—51 збирав рослини в Іспанії та Португалії. Його основний гербарій з цих експедицій зберігається в Коїмбрі, а його особистий гербарій був доставлений до Генуї. Після перебування в Дорпаті він здійснив наукову екскурсію на Балеарські острови.
На його честь названо рід трави Willkommia (родина Poaceae).
Основні праці:
- Zwei Jahre in Spanien und Portugal (1847)
- Sertum floræ hispanicæ (1852)
- Wanderungen durch die nordöstlichen und centralen Provinzen Spaniens (1852)
- Die Strand- und Steppengebiete der iberischen Halbinsel und deren Vegetation (1852)
- Die Halbinsel der Pyrenäen (1855)
- Die Wunder des Mikroskops oder die Welt im kleinsten Raum (1856, several editions).
- Icones et descriptiones plantarum… Europæ austro-occidentalis, præcipue Hispaniæ (two volumes, 168 illustrations, (1852–56).
- Prodromus florae hispanicae (1861—1880, supplement 1893), with Johan Lange.
- Die mikroskopischen Feinde des Waldes (1866–67)
- Mikroskopets under eller en verld i det minsta; Stockholm: Em. Girons, 1871, with A M Selling.
- Forstliche Flora von Deutschland und Oesterreich (1875, new edition 1887).
- Spanien und die Balearen (1876)
- Deutschlands Laubhölzer im Winter (third edition, 1880)
- Illustrationes floræ Hispaniæ insularumque Balearium (1881–91).